# 나에게로 떠나는 여행
나에게로 떠나는 여행은 대한민국의 음악 그룹인 Buzz의 노래이다. 밝고 시원한 바다 분위기와 민경훈의 시원시원한 고음이 인상적인 노래이며, 노래방 애창곡이기도 하다. 최초수록된 앨범은 Effect이다.